# Totua gracilipes
Totua gracilipes är en spindelart som beskrevs av Eugen von Keyserling 1891. Totua gracilipes ingår i släktet Totua och familjen täckvävarspindlar. Inga underarter finns listade i Catalogue of Life.